# ألبرت هيرد
ألبرت هيرد (بالإنجليزية: Albert Heard)‏ هو تاجر ومؤلف ودبلوماسي أمريكي، ولد في 4 أكتوبر 1833، وتوفي في 26 مارس 1890.